# Hestimidius ochreosignatus
Hestimidius ochreosignatus är en skalbaggsart som beskrevs av Stefan von Breuning 1939. Hestimidius ochreosignatus ingår i släktet Hestimidius och familjen långhorningar.
Artens utbredningsområde är Vanuatu. Inga underarter finns listade i Catalogue of Life.